# Rogalów (województwo lubelskie)
Rogalów – wieś w Polsce położona w województwie lubelskim, w powiecie puławskim, w gminie Wąwolnica. Rogalów swoim obszarem zajmuje 151,7 ha gminy Wąwolnica.
W latach 1975–1998 miejscowość należała administracyjnie do ówczesnego województwa lubelskiego.
Wieś stanowi sołectwo gminy Wąwolnica. Według Narodowego Spisu Powszechnego z roku 2011 wieś liczyła  mieszkańców.
Przez miejscowość przebiega droga wojewódzka nr 830 relacji Lublin-Bochotnica oraz tory zabytkowej kolei wąskotorowej.
Wierni Kościoła rzymskokatolickiego należą do parafii św. Wojciecha w Wąwolnicy.

## Historia
Wieś notowana w XIV wieku. W roku 1381 występuje jako „Rogalyew”, według dokumentu z tego roku dziedzicem był Wyszko z Rogalina. Wieś rodowa Rogalowskich. W roku 1468 w działach (akta ziemskie lubelskie) odnotowano Jana i Stanisława Rogalowskich, Bartłomieja, Jakuba, Pawła, Stanisława, Elżbietę i dwie Barbary. Długosz wymienia (w latach 1470–1480) jako dziedzica Jan Rogalowskiego herbu Nabra. W latach 1473–1482 występuje  Jan z Rogalowa. W księgach poborowych z lat 1531–1533 wymieniano już tylko szlachta bez kmieci, pobór z jednego względnie 2 łanów.